# Озерцы (озеро)
Озе́рцы (Озеруты; бел. Азе́рцы) — озеро в Лепельском районе Витебской области Белоруссии. Через озеро протекает река Зеха.

## Описание
Озеро Озерцы расположено в 11 км к северо-западу от города Лепель, неподалёку от деревни Заболотье.
Площадь зеркала составляет 0,17 км², длина — 1,25 км, наибольшая ширина — 0,26 км. Длина береговой линии — 2,8 км. Наибольшая глубина — 6,2 м, средняя — 3,5 м. Объём воды в озере — 0,6 млн м³. Площадь водосбора — 57,7 км².
Котловина вытянута с юго-запада на северо-восток. Склоны котловины высотой от 10 до 20 м, пологие, покрытые кустарником. Западный и восточный склоны не выражены. Берега поросшие лесом и кустарником, на юго-востоке местами заболоченные. Наибольшие глубины отмечены в северо-восточной части водоёма.
Через озеро протекает река Зеха. Выше по её течению располагается озеро Заболотье. С юга в озеро Озерцы впадает небольшой ручей.
Водоём зарастает слабо. В воде обитают лещ, щука, плотва, окунь, линь и другие виды рыб.